# Oberonia acarus
Oberonia acarus är en orkidéart som beskrevs av Evrard och François Gagnepain. Oberonia acarus ingår i släktet Oberonia och familjen orkidéer. Inga underarter finns listade i Catalogue of Life.